# Paraje la Pera
Paraje la Pera är en ort i Mexiko, tillhörande kommunen Huixquilucan i delstaten Mexiko. Paraje la Pera ligger i den centrala delen av landet och tillhör Mexico Citys storstadsområde. Orten hade 1 442 invånare vid folkmätningen 2010.